# 白丸站 (石川縣)
白丸站（日语：／ Shiromaru eki */?）是位於石川縣鳳珠郡能登町白丸，能登鐵道的能登線車站（廢站）。
由於車站距離白丸的村落約2公里，因此較少乘客使用此站。與鹿波站共同成為能登線內知名的秘境站。

## 歷史
- 1963年（昭和38年）10月1日 - 日本國有鐵道（國鐵）能登線宇出津至松波之間開通[1][2]，能登白丸站（日语：／）啟用。
- 1987年（昭和62年）4月1日 - 伴隨國鐵分割民營化，車站由西日本旅客鐵道（JR西日本）營運。
- 1988年（昭和63年）3月25日 - 能登線由能登鐵道繼承[1][2][3]。此站改名為白丸站（日语：／）。
- 2005年（平成17年）4月1日 - 能登線廢除，此站也被廢除[1][2]。

## 車站構造
截至車站廢除前，車站是一座地面車站，設有1面1線的單式月台。此站是無人車站，沒有車站大樓，只有候車室。站前設有單車停泊場。

## 車站周邊
- 能登町立白丸小學（在2005年與松波小學合併）
- 白丸川

## 相鄰車站
能登鐵道
能登線
九十九灣小木－白丸－九里川尻

## 注腳
1. 1 2 3   (PDF). 能登町広報情報推進課. 2017-04-01  [2021-02-23] （日语）.
2. 1 2 3  寺田裕一（日语：寺田裕一）. . Neko出版. 2010-12-29: 9. ISBN 978-47770-1091-2 （日语）.
3. ↑  . 中日新聞Web. 2020-12-05  [2021-02-23]. （原始内容存档于2022-02-17） （日语）.